# Brystvorte
Brystvorter (papillae mammae) er hos mennesker et lille fremspring på brystet der hvor mælkekirtelernes mælkegange ender (hos kvinder).
Normalt bruges betegnelse "brystvorte" kun om menneskers anatomi. Den tilsvarende kropsdel i andre pattedyrhunner benævnes "pat" eller dievorte. Nogle ganske få pattedyr (kloakdyr) kendetegnes ved hverken at have brystvorter (dievorter) eller bryster.

## Anatomi
Den fysiologiske funktion af brystvorten er at levere modermælken der produceres i kvindens mælkekirtler til babyen under amning (når barnet dier). Pattedyrunger har et instinkt der får dem til at søge brystvorten for at die og et sutte-instinkt der får dem til at udtrække mælken. Mænd har også brystvorter men de har ikke under normale omstændigheder nogen fysiologisk funktion.
Brystvorterne er placeret i nærheden af center på brystet. Det farvede område omkring brystvorten kaldes areola (areola mammae). Brystvorten og areola farves af brun og rød melanin. Mange kvinder har små buler på areola, som kaldes Montgomery'ske kirtler (glandulae areolares). Disse er små talgkirtler som producerer et fedtholdigt, olieagtigt sekret, der beskytter brystvorten og areola under amning.
Brystvorten og areola består til dels af erektilt væv og glat muskulatur, der kan udvide sig ved berøring eller seksuel opstemthed, hvilket fremkalder en erektion af brystvorten, så den stikker ud og bliver hård eller stiv og fungerer som en erogen zone. Ændringen af brystvorten i sådanne situationer sker efter frigørelsen af den peptide neurotransmitter oxytocin. Amning, kulde eller irritation af brystvorten har ofte den samme effekt.
Den gennemsnitlige længde og størrelse af den kvindelige brystvorte er omkring 10-12 mm stor og areolaen omkring den omkring 40-46 mm i bredden. Graviditet og amning kan medføre at brystvorten vokser en smule, og dette kan forblive permanent derefter. Brystvorten kan formindskes gennem en kosmetisk operation. Graviditet vil også ofte få brystvorten og areola til at blive en smule mørkere i farven.
Brystvorten dannes meget tidligt i fosterudviklingen, før den 14. uge, hvor drengefostre begynder at producere det mandlige hormon testosteron, der får dem til at udvikle sig til drengefostre, hvilket er grunden til at også drengebørn fødes med brystvorter, om end de er underudviklede og normalt ikke er funktionsdygtige. Nogle gange udskiller nyfødte babyer, både drenge og piger, et mælkeagtigt sekret fra brystvorterne kaldet heksemælk – dette skyldes hormonal påvirkning fra moderen, og forsvinder i løbet af et par dage eller uger.
De fleste personer har to brystvorter, men omkring 1 ud af hver 18 person fødes med en eller flere ekstra brystvorter. Disse kan ligne fregner eller vorter, og er normalt ikke funktionsdygtige, men kan også have deres egne mælkekirtler.

## Amning
Brystvortens fysiologiske funktion er at levere mælk til det diende barn. Mange mødre vil i starten, indtil brystvorterne er hærdede, føle en del smerte i forbindelse med amningen. Det kan være i form af revnede eller sårede brystvorter. Dette kan afhjælpes med tilpasset ammeteknik og plejning af brystvorterne.

### Indadvendte brystvorter
Nogle kvinder har helt flade eller indadvendte (inverterede) brystvorter hvilket kan besværliggøre amning en smule, men ikke burde udgøre noget større problem. Babyen sørger enten selv for at suge brystvorten ud eller lærer at suge sig fast til areola i stedet for brystvorten, og de fleste kvinder med indadvendte brystvorter vil være fuldt ud i stand til at amme. Brug af ammebrik kan også hjælpe med til at gøre amningen lettere. Hvis en kvinde, der før har haft udstående brystvorter pludselig udvikler indadvendte brystvorter, kan det være et tegn på en godartet svulst eller på brystkræft, og kvinden bør straks søge læge. Indadvendte brystvorter kan forsøges masseret ud over en længere periode, de kan også omdannes til udadvendte ved en kosmetisk operation. Sådan en operation kan dog medføre en permanent ødelæggelsen af evnen til at amme.

## Sociokulturelle aspekter
Eftersom stive brystvorter kan være et tegn på seksuel ophidselse, fotografers kvindelige modeller ofte med stive brystvorter. For at få den ønskede effekt til fotograferingen bearbejdes brystvorterne med is eller en kold spray. I 1950'erne blev der syet små knapper ind i brystholderne for at simulere stive brystvorter. I dag kan man købe kunstige silikonebrystvorter til at sætte uden på sine brystvorter.

### Piercing
Nogle mennesker vælger at udsmykker deres brystvorter med forskellige piercinger. Piercinger igennem brystvorten vil normalt ikke beskadige evnen til at amme.
- Bryst med indadvendt brystvorte
- Kvindelige bryster og brystvorter
- Mandlige brystvorter
- Pierced kvindelig brystvorte
- Bryst (Breast), Areola, brystvort (nipple)
- Kvindeligt bryst I profil